# Lucius Aurelius Gallus (Konsul 198)
Lucius Aurelius Gallus war ein im 2. Jahrhundert n. Chr. lebender römischer Politiker.
Durch eine Inschrift ist belegt, dass Gallus 198 zusammen mit Publius Martius Saturninus ordentlicher Konsul war. Von 202 bis 205 war er Statthalter (legatus Augusti pro praetore) der Provinz von Moesia inferior.